# Comuna Bondarivka, Markivka
Bondarivka (în ucraineană Бондарівка) este o comună în raionul Markivka, regiunea Luhansk, Ucraina, formată din satele Bondarivka (reședința), Kureacivka și Nova Ukraiina.

## Demografie
Componența lingvistică a comunei Bondarivka
     Ucraineană (94,45%)
     Rusă (5,08%)
     Alte limbi (0,09%)
Conform recensământului din 2001, majoritatea populației comunei Bondarivka era vorbitoare de ucraineană (94,45%), existând în minoritate și vorbitori de rusă (5,08%).